# Церковь Богоявления Господня (Кокино)
Церковь Богоявления Господня (Богоявленский храм) — православный храм в селе Кокино городского округа Кашира Московской области. Входит в состав Каширского благочиния Коломенской епархии Русской православной церкви. Памятник архитектуры регионального значения.

## История
В конце XVI века в селе, владельцем которого был помещик Лихарев, стояла деревянная церковь Николая Чудотворца.
В 1794 году новый владелец села премьер-майор Яков Михайлович Маслов вместо деревянного Никольского храма построил новый каменный в стиле классицизма, но уже во имя Святого Богоявления с тёплым приделом в честь святой мученицы Параскевы под колокольней. Здание церкви представляло собой массивный четверик со скруглёнными углами, завершённый гранёным куполом с фигурной главкой и стройную столпообразную колокольню. Храмовый алтарь имел киворий с восемью позолоченными колоннами, расписанный живописью; четырёхъярусный иконостас опирался на четыре позолоченные колонны.
С 1858 года к Кокино был приписан и деревянный храм во имя Преображения Господня в селе Дудылово, построенный в 1777 году на средства помещицы, жены майора Марии Иовлевны Мыльниковой.
В советское время храм был разорён. Его внутренняя отделка, иконостас и богатое убранство не сохранились. Долгое время здание находилось в заброшенном состоянии. После распада СССР, 25 октября 1991 года Богоявленская церковь была передана общине верующих, и началось её восстановление.
В настоящее время храм действующий. Его настоятель — священник Виталий Сорокин.